# Gunnar Söderström (konstnär)
Bertil Gunnar Valter Söderström, född 5 september 1931 i Lerdala, Skaraborgs län, död 20 oktober 2023, var en svensk målare, tecknare, skulptör, grafiker och teaterdekoratör.
Han var son till sadelmakaren Tage Söderström och Ingeborg Larsson och från 1960 gift med Birgitta Lundberg-Söderström. Han studerade dekorativt måleri vid Konstfackskolan i Stockholm 1952–1957 och vid Kungliga konsthögskolan 1957–1962 med ett avbrott för 1960 då han studerade vid Accademia di Belle Arti di Perugia. Han företog ett flertal studieresor i Europa till bland annat Spanien, England, Norge, Italien, Tyskland och ett flertal gånger till Frankrike. Han tilldelades stipendium från H Ax:son Johnsons stiftelse 1960, tidningen Frihets stipendium 1961 och H Ahlbergs stipendium från Konstakademien 1962. Separat ställde han ut Lilla Paviljongen i Stockholm, Mariestad, Töreboda, Huskvarna, De ungas salong i Stockholm och Lilla konstsalongen i Malmö. Tillsammans med sin fru och Steintor Sigurdsson ställde han ut på Galerie S:t Nikolaus i Stockholm 1956 och tillsammans med sin fru och Lars Hofsjö på Maneten i Göteborg 1959. Han medverkade i Sveriges allmänna konstförenings vårsalonger, ungdomsbiennalen i Gorizia i Italien, Liljevalchs Stockholmssalonger. Han fick 1956 ett mindre pris för sitt förslag till utsmyckning av Stockholms tunnelbana. Han var anställd vid Göteborgs stadsteater 1959–1960 där han bland annat svarade för dekorerna till George Bernard Shaws Sankta Johanna, Jean-Baptiste Poquelin Misantropen och dräkterna till Shakespeares Köpmannen i Venedig. Hans tidiga konst består av realistiska landskapsskildringar med motiv från Gotland och Spanien han bedrev därefter en experimenterande verksamhet med montage av uppklippta plåtburkar, tredimensionella collage, olika cylinderformer och aktstudier samt konsthantverk och bokillustrationer. Söderström är representerad vid Moderna museet, Kalmar konstmuseum  och Västerås kommun.